# EM i hurtigløb på skøjter 1900
Europamesterskabet i hurtigløb på skøjter 1900 var det tiende EM i hurtigløb på skøjter, og mesterskabet blev afviklet den 3. - 4. februar 1900 i Štrbské Pleso, Kongeriget Ungarn med deltagelse af seks løbere fra seks forskellige nationer.
For at vinde europamesterskabet skulle en løber vinde mindst tre af de fire distancer:
- 500 m, 5000 m, 1500 m og 10.000 m.

Mesterskabet blev vundet af den forsvarende mester, nordmanden Peder Østlund, som vandt alle fire distancer, og som dermed vandt det andet og sidste af sine to europamesterskaber i karrieren.

## Resultater
| Plac. | Løber               | 500 m  | 500 m | 5000 m  | 5000 m | 1500 m | 1500 m | 10.000 m | 10.000 m |
| Plac. | Løber               | Tid    | Plac. | Tid     | Plac.  | Tid    | Plac.  | Tid      | Plac.    |
| ----- | ------------------- | ------ | ----- | ------- | ------ | ------ | ------ | -------- | -------- |
| Guld  | Peder Østlund       | 47.7   | 1     | 9:15.8  | 1      | 2:39.9 | 1      | 22:45.2  | 1        |
| NC2   | Franz Wathén        | 49.6   | 2     | 9:45.6  | 3      | 2:48.7 | 2      | 25:25.7  | 3        |
| NC3   | Jan Greve           | 1:01.2 | 6     | 9:27.8  | 2      | 2:50.3 | 3      | 24:07.3  | 2        |
| NC    | Josef Weiss         | 52.5   | 5     | 11:14.5 | 6      | 3:12.2 | 6      | -        | -        |
| NC    | Andor Péczely       | 51.0   | 4     | 9:53.8  | 4      | 2:53.2 | 4      | -        | -        |
| NC    | Eduard Vollenvejder | 50.3   | 3     | 10:07.2 | 5      | 3:01.9 | 5      | -        | -        |

 DNF = Fuldførte ikke.  DNS = Startede ikke.  NC = Ikke klassificeret.  Kilde: SpeedSkatingStats.com